# Flask
Flask és un entorn de treball per a aplicacions web (web framework) escrit en Python i desenvolupat a partir de les eines Werkzeug i Jinja2. Flask té la llicència BSD. La darrera versió estable és la 0.12 de desembre del 2016. S'anomena micro framework perquè no disposa de capa d'abstracció de base de dades, funcionalitat de validació ni autenticació. No obstant això, s'hi poden afegir mitjançant extensions.

## Història
- 2004, es funda l'empresa Pocoo per un grup internacional d'entusiastes de Python.

- Armin Ronacher de Pocoo crea Flask.

## Característiques
- Disposa d'un servidor de desenvolupament i depuració.
- Disposa d'assaig integrat.
- Funcionalitat RESTful.
- Utilitza Jinja2.
- Suporta cookies (costat de client)
- 100% WSGI 1.0
- Basat en Unicode
- Documentació extensa.
- Compatibilitat amb Google App Engine.
- Extensions available to enhance features desired

## Exemple
El següent codi mostra un aplicació web molt simple que envia "Hola món!" :
```
from
 
flask
 
import
 
Flask

app
 
=
 
Flask
(
__name__
)

@app
.
route
(
"/"
)

def
 
hello
():

 
return
 
"Hola Món!"

if
 
__name__
 
==
 
"__main__"
:

 
app
.
run
()

```